# Halassy Lőrinc
Dévaványai Halassy Lőrinc (másként: Halasy, Besenyszög, 1833. augusztus 2. – Rakamaz, 1891. május 27.) katolikus plébános.

## Élete
Elvégezve tanulmányait, 1853-ban az egri érseki irodában nyert alkalmazást. 1856-ban pappá szentelték föl és egy évig Egerszalókon káplánkodott. 1858-tól 1867-ig a főkáptalannál Egerben volt beosztva karkáplánnak és az angolkisasszonyok nevelőintézetében hitoktatónak. 1867-ben a dévaványai plébániai javadalmat nyerte el, ahol 1883-ig lelkészkedett; ekkor parókiáját a rakamazival cserélte föl. Hosszas betegség után mint a rakamazi kerület alesperese halt meg.
Ifjú korától fogva sok hírlapi cikket és értekezést írt a lapokba és folyóiratokba.

## Munkái
- Bibliai történetek az ó- és újszövetségből a népiskolák használatára. Eger, 1867.
- Bibliai történetek az ó- és újszövetségből az elemi iskolák használatára. Eger, 1867.